# Puebla de Sancho Pérez
Puebla de Sancho Pérez es un municipio español perteneciente a la provincia de Badajoz, comunidad autónoma de Extremadura. Se encuentra situado en la comarca de Zafra-Río Bodión. Contaba con una población de 2709 habitantes en 2019 y la superficie de su término es de 56,7 km².

## Situación
Integrado en la comarca de Zafra-Río Bodión, se sitúa a 79 kilómetros de la capital provincial. El término municipal está atravesado por la Autovía Ruta de la Plata (A-66), por las carreteras nacionales N-432 (entre los pK 75 y 82) y N-630 (entre los pK 682 y 688) y por carreteras locales que conectan con Zafra y Medina de las Torres. El relieve del municipio es predominantemente llano, entre la Sierra del Castellar al oeste y la Sierra de los Santos al noreste, por lo que está definido por ondulaciones cubiertas de dehesa. La altitud oscila entre los 643 metros al noreste, en la Sierra de los Santos, y los 510 metros a orillas del arroyo Gordillo. El pueblo se alza a 526 metros sobre el nivel del mar, en una loma circundada por otras mayores, en la Vía de la Plata. 
| Noroeste: Los Santos de Maimona y Zafra | Norte: Los Santos de Maimona | Noreste: Los Santos de Maimona y Usagre    |
| Oeste: Zafra                            |                              | Este: Usagre                               |
| Suroeste: Zafra y Medina de las Torres  | Sur: Medina de las Torres    | Sureste: Usagre y Calzadilla de los Barros |

## Historia
Fue construida en 1498 y la nueva en 1503. Con la desamortización de Mendizábal pasa a manos particulares. En lo jurisdiccional, la población estuvo integrada en la Orden de Santiago con categoría de Encomienda. El gentilicio de los naturales de Puebla de Sancho Pérez, es peranos, aunque a nivel familiar son conocidos en la comarca como zorros, apelativo que también se aplica a los de Fuentes de León.
Hasta 1873 perteneció a la diócesis del Priorato de San Marcos de León, fecha a partir de la cual pasó a la jurisdicción de la diócesis de Badajoz.
Cuenta con una plaza de toros de planta rectangular, con la peculiaridad de no ser una plaza de toros con capilla, sino es un santuario con plaza de toros adosada (considerada la plaza de toros más antigua de España entre los expertos del mundo taurino).
A la caída del Antiguo Régimen la localidad se constituye en municipio constitucional en la región de Extremadura. Desde 1834 quedó integrado en el Partido judicial de Zafra. En el censo de 1842 contaba con 420 hogares y 1720 vecinos. A finales del siglo XIX el ferrocarril llegó a la zona con la inauguración, en 1889, de la línea Zafra-Huelva. El trazado contaba con una estación propia en el municipio, lo que mejoró sensiblemente las comunicaciones. De hecho, las instalaciones ferroviarias de Puebla de Sancho Pérez tuvieron en su época una cierta importancia, ya que contaban con un amplio edificio de viajeros, cocheras para locomotoras de vapor, placa giratoria, depósitos de agua, muelles y almacenes de mercancías, una espaciosa playa de vías, etc.

## Demografía
Puebla de Sancho Pérez cuenta con una población de 2635 habitantes (INE 2024).
| Gráfica de evolución demográfica de Puebla de Sancho Pérez entre 1842 y 2021                                          |
| |
| Población de derecho según los censos de población del INE. Población de hecho según los censos de población del INE. |

## Monumentos y lugares típicos

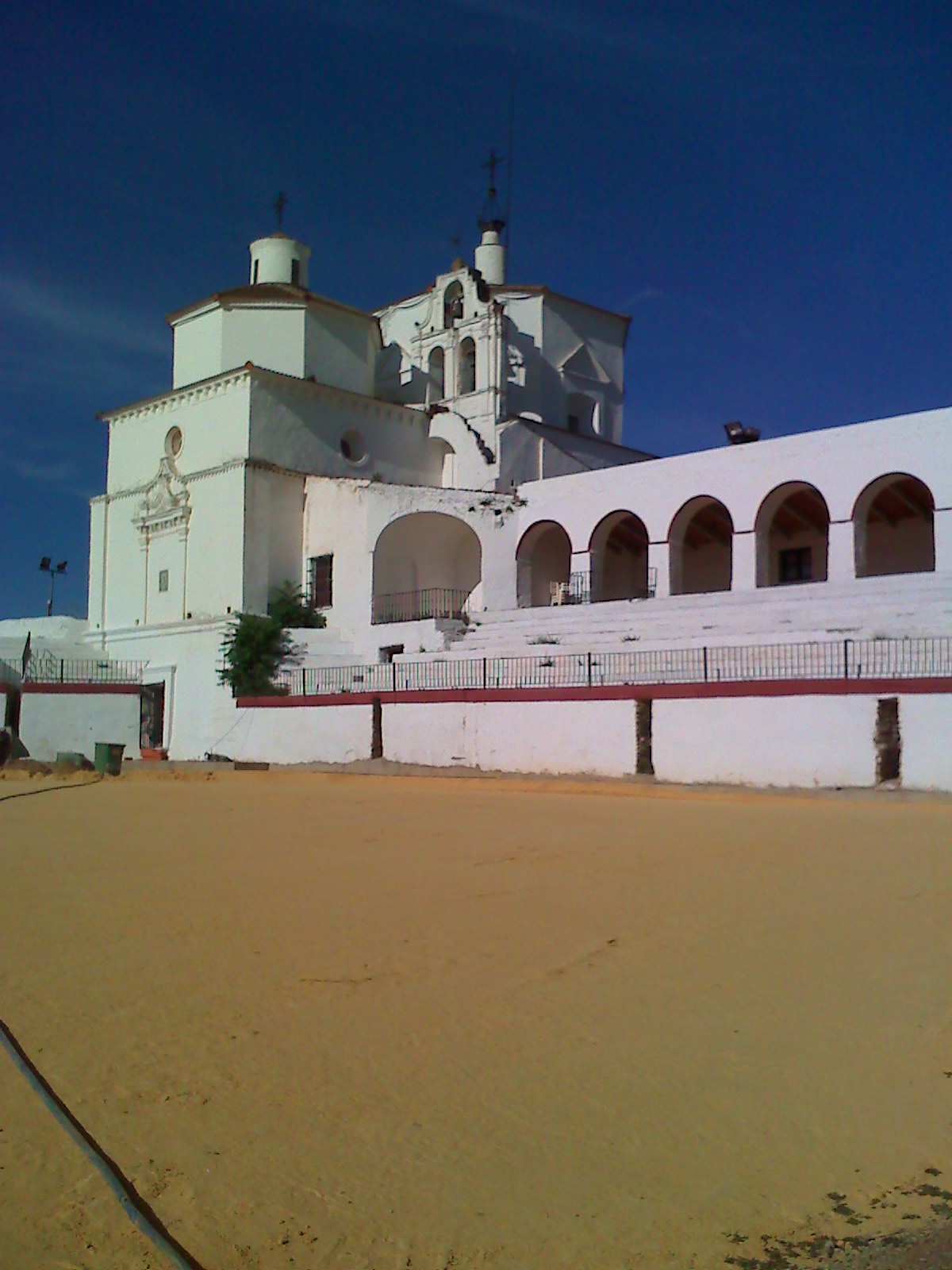
Plaza de toros de la ermita

- Iglesia parroquial católica bajo la advocación de Santa Lucía, en la Archidiócesis de Mérida-Badajoz.[8] Levantada en el siglo XVI sobre otra mudéjar, el edificio consta de una nave presentando columnas fasciculadas.
- Ermita de Nuestra Señora de Belén: Se trata de un edificio de carácter religioso del siglo XIV-XV y reconstruido en el siglo XVIII. En la parte izquierda se encuentra adosada la Plaza de toros, datada por algunos autores en el siglo XIV, lo que la convertiría en la más antigua de España. Su forma no es circular como podría pensarse sino prácticamente cuadrada
- Balneario de El Raposo: Situado en las inmediaciones del Arroyo de las Torrecillas, a unos 7 kilómetros del casco urbano. Sus aguas son bicarbonatadas, cálcicas y magnésicas. Sus aguas presentan propiedades curativas contra la artritis, reumatismo y otras dolencias.[9] Fueron declaradas de utilidad pública en julio de 1926.
- Artesanos de la abuela Laly: Se trata de una fábrica de dulces artesanos con más de 50 años de tradición. Situado en la calle San Antonio número 13, se puede encontrar todo tipo de dulces típico de Extremadura como las perrunillas y las magdalenas.

## Fiestas de interés
- Virgen de Belén: 8 de septiembre. Celebrada en honor de la Patrona.
- Carnaval: mes de febrero (variable).
- Semana Santa: mes de marzo y/o abril (variable).
- El Torrisco o Domingo de Quasimodo: domingo siguiente al Domingo de Resurrección. Se celebra una romería en torno a la ermita de Belén. Esta fiesta también se conoce como La Gira.
- San Isidro: 15 de mayo. Romería en honor al Santo.
- El Emigrante: Segunda semana de agosto. Como homenaje a los emigrantes del pueblo.

## Gastronomía
- Cocido extremeño, migas y la caldereta.

- Los vinos son propios de la zona de Matanegra (con D. O.) y El Raposo.

- Los "Perritos" son unos dulces de masa de pan con huevos con forma de perro. Se comen en la Fiesta de San Blas, el "Día de los Perritos".[9]

## Personas destacadas
- Alejandro Talavante (criado en Puebla de Sancho Pérez. Torero (1987)
- Gabino Amaya Guerrero. Escultor (1896-1979)
- Primitivo Rojas (1945). Hijo predilecto[10]
- Araceli Boraita, Cardióloga Deportiva
- Celestino Coronado (20 de noviembre de 1944, Puebla de Sancho Pérez - 21 de julio de 2014, Londres), director de cine.
- Baltasar Montaño, periodista y escritor.
- Miguel Ángel Silva (criado en Puebla de Sancho Pérez), nació el 25 de enero de 1994. Torero y Periodista.
- Primitivo Ramos: médico especializado en geriatría, responsable de los servicios residenciales de la comunidad de Madrid y secretario general de la Sociedad Española de Geriatría y Gerontología. Escritor y divulgador
- Rubentonces, personaje de las redes sociales.